# Lucha libre
Lucha libre (sp. for "fribrydning" eller "frikamp") er et begreb, der anvendes i bl.a. Mexico og Puerto Rico til at beskrive en form for professionel wrestling, der indebærer en række forskellige teknikker og bevægelser.
Mexicansk wrestling er karakteriseret ved en række af hurtige greb og bevægelser – herunder også højtflyvende bevægelser, der er blevet en del af amerikansk wrestling også. Herudover ses det ofte, at deltagerne bærer særlige masker
Nogle store stjerner inden for denne slags wrestling er bl.a.
Rey Mysterio og
Sin Cara som nu wrestler i WWE
| Sport | Spire Denne artikel om sport er en spire som bør udbygges. Du er velkommen til at hjælpe Wikipedia ved at udvide den. |